# Rod Geiger
Roland Ernest (Rod) Geiger, född 20 december 1915 i New York, USA, död 21 juni 2000 i Tollarp, Kristianstads kommun,  var en amerikansk filmproducent och regissör.
Geiger var under stora delar av sitt liv bosatt i Sverige. Han samarbetade med Roberto Rossellini om produktionen av några av dennes tidiga filmer, men var under större delen av sitt liv verksam som affärspartner och ekonomisk rådgivare till sin hustru, modedesignern Katja Geiger (1920–2017) med varumärket Katja of Sweden. Tillsammans hade de sönerna Lincoln Geiger (1948– ) och Christopher Geiger (1951– ), medlem av musikgruppen Jordbandet.
Rod Geiger är gravsatt på Huaröds kyrkogård i Kristianstads kommun bredvid sin maka.